# Гицур Ислейвссон
Гицур Ислейвссон или Гицур сын Ислейва (исл. Gissur Ísleifsson; приблизительно 1042 — 28 мая 1118, Скалхольт, Исландия) — второй епископ Исландии и Гренландии, занявший эту кафедру в 1080 году. Приблизительно с 1104/05 года первый епископ Скалхольта на юге Исландии.

## Биография
Гицур был сыном первого епископа Исландии Ислейва сына Гицура. Как и его отец, он учился в Саксонии и там ещё в юные годы получил сан священника. По возвращении домой Гицур женился на Стейнунн дочери Торгрима, вдове Торира сына Бродд-Скегги. Супруги много путешествовали, в том числе предприняли паломничество в Рим. Во время одного из таких путешествий в 1080 году Гицур узнал о смерти отца, вернулся в Исландию и был избран епископом.
После избрания Гицур отправился в Саксонию, чтобы добиться рукоположения от архиепископа Бременского. Но тот сам был лишён сана, и Гицур поехал в Рим, встретился с папой Григорием VII и потом был рукоположён архиепископом Магдебургским (1082).
Резиденцией Гицура был Скалхольт, как и у его отца. Второй епископ был активным сторонником введения церковной десятины и добился её принятия альтингом в 1097 году. Благодаря его усилиям была проведена первая в истории Исландии перепись населения, он построил в Скалхольте кафедральный собор. Приблизительно в 1104 или 1105 году Гицур отказался от части своей епархии, чтобы у жителей Северной Исландии появился свой епископский престол в Холаре. Он умер в 1118 году. Впоследствии Гицура начали почитать в Исландии как святого, хотя его культ не получил официального признания.
У Гицура было в общей сложности пять сыновей, Бёдвар, Асгейр, Торд, Тейт и Йон (отца пережил только Бёдвар), и дочь Гроа, которая стала женой епископа Холара Кетиля сына Торстейна, а после его смерти постриглась в монахини.